# La tía Cato
La tía Cato es una película colombiana perteneciente al género  documental, estrenada en el año 1994.

## Sinopsis
La tía Cato es una cantadora de lumbalú, baile de muertos de San Basilio de Palenque. Esta descendiente directa de Catalina Luango de Angola, mujer mítica de Palenque que siempre aparece cuando alguien se va a morir, nos cuenta quién es este personaje, qué es el lumbalú y los kuagros, la forma natural que rige la organización social de los palenqueros.